# Света недеља у Шпанији
Света недеља у Шпанији се прославља изласком на улице које организују братства и удружења. Манифестације вере су под утицајем традиције, која је такође повезана са обичајима сваког града. Света недеља се поклапа са последњом недељом поста по католичком календару. Смештена је између празника Цвети и Ускрса. Догађаји до Свете Суботе називају се ходочашће покајања.
Догађаји који се одржавају на Ускршњу недељу нису процеси покајања, већ славе. Процес се састоји из платформе, зване степенице- у одређеним заједницама назване "престоли", на којима се налазе скулптуре са евангелистичким ликовима који су повезани са хапшењем, смрћу и васкрсењем Исуса Христа. Чланови братстава који учествују у прослави обично носе тунике и капе обложене тканином које им служе као маска.
Неке прославе на одређеним локацијама су добиле признанје Интернационалног или Националног туристичког интереса. Света недеља проглашена је значајним приказом Нематеријалне културне баштине 2017. године. Такође постоји рукописза проглашење овог догађаја Значајном нематеријалном културном баштином човечанства.

## Литургијски католички календар
Света недеља је недеља после пете недеље Великог поста. Света недеља почиње на Ускрс и траје седам недеља. Последњи викенд Великог поста привлачи пажњу неких шпанских удружења који славе неке процесије јер се сматрају Жалосним петком, Суботом страсти и Цветом недељом. Познату као Цветна недеља, црква 1350. признаје као почетак Ускрса и добија званично име Страсна недеља. Име "де Рамос" је дато јер се у многим шпанским градовима слави овај дан као улазак Исуса у Јерусалим на леђима малог магарца примљеног са хваљењем Исуса, направљеног од грана (маслине и палме) од стране људи из Јерусалима и апостола. Страсна недеља (или Цветна) следе понедељак, уторак и среда без посебног помињања у литургијском календару, али који се у оквиру латиноамеричких празника називају Свети понедељак, Свети уторак и Света среда. Свети четвртак и Свети петак се помињу у литургијском календару јер се тада дешава последња вечера, хапшење и Исусово распеће. Света субота добија католичко име Вихилиа Ускршња, а Васкршња недеља се зове Ускршња недеља.

## Историја

### Касни средњи век и ренесанса
У оквиру периода касносредњевековног удружења разликујемо три периода: од 1050. до 1150. године, почеци; од 1150. до 1350. године, процват; од 350. до 1500. године, када је дошло до промене менталитета. Иако се данас термини удружења и братства користе наизменично, у свим касносредњевековним документима су називани удружења. У овој фази су се окупљали чланови исте задруге или сталежа ради добротворних сврха или како би одали почаст светом заштитнику.
Религиозност западних Европљана у у средњем веку је била заједничка, иако је друштво био грешно, религија је прожимала цео друштвени живот. Религиозност је такође била свечана и била је повод за одређена славља.
Удружења могу бити побожна, грађевинска (која су подржавала иградњу верских зграда, болница, мостова, итд.), добротворна (да помажу бескућницима, врше сахране, деле новац или храну, итд.), људи који припадају одређеној друштвеној групи (чланови синдиката, свештеници, итд.), људи који припадају истој етничкој, религијској или религијско-политичкој групи ( војска, милост заробљеницима, доброчинство, итд.) Унутар побожних удружења налазе се култна, парохијска, она личног спасења или спасења мртвих и покајања. Удружења покајања основана су у 16. веку. Народ је осећао потребу да изађе на улицу и докаже свој католицизам у јавном обреду. 

### Савремено доба
Савремено доба (од Француске револуције па надаље) у Шпанији, као и у другим земљама Европе, обележено је верским питањем или сукобом, често насилним, између клерикализма и антиклерикализма, што је утицало на сукцесивне промене режима које су се догодиле у Шпанији, на односе између цркве и државе и, локално, на живот у покорничким удружењима.
Француска инвазија (1808—1814) донела је пљачку или уништавање богатстава цркава и манастира, па чак и рушење многих од њих. Демобилизације, које су имале за циљ да оконачају институције које нису стварале никакву економску корист, довеле су до распуштања многих манастира и губитка сакралне уметности коју су поседовали.
Коначно, можемо споменути Другу републику (1931—1936), чији је устав утврдио секуларну државу, што је било одбачено од стране деснице и католичке цркве. Током Друге републике и у републиканском делу Грађанског рата (1936—1939) који је следио, левичарске антиклерикалне групе су опустошавале и нападале стотине храмова, што је довело до разарања великог дела ковчежног наслеђа.
Од краја 19. века до прве половине 20. века, у градовима где је био велики број католичких братстава почели су да се формирају локалне федерације повезане са црквеном хијерархијом, под именом Федерација, Генерални савет или Група братстава и Удружења. Периоди највећег формирања нових братстава или обнове старих братстава у 20. веку били су 20-те године и, након периода републике, током франкизма. Такође су основане десетине нових покајничких удружења током 80-их и 90-их година.
Почевши од 1960-их година, Шпанија је почела да се истиче као међународна туристичка дестинација. Од 1980. године, држава је, у разним  естима, почела да препознаје Велики петак  као националну или међународну туристичку атракцију. У 1980. години, прве недеље које су добиле декларацију као Догађај од међународног туристичког значаја биле су Севиља, Ваљадолид, Замора, Малага и Куенка.

## Прославе од међународног и националног туристичког значаја
Ово признање додељује Шпански државни секретаријат за туризам од 1980. године. Велики петак у Замори је први и једини који је проглашен за Добро културно благо. Такође, до данас је једини кандидат за Нематеријалну културну баштину.

## Храна
У Светој недељи су врло типичне торихас, десерт направљен од старог хлеба, млека, шећера, цимета, јаја и маслиновог уља. Типично је да свака породица направи барем једном торихас у Светој недељи.